# Omophron alluaudi
Omophron (Phrator) alluaudi – gatunek chrząszcza z rodziny biegaczowatych i podrodziny Omophroninae.
Gatunek ten został opisany w 1913 roku przez Dupuisa, po czym zsynonimizowany z O. vittulatum. W 2011 został z powrotem wyniesiony do rangi niezależnego gatunku przez Valainisa. W obrębie rodzaju Omophron należy do podrodzaju Phrator i grupy gatunków O. vittulatum.
Chrząszcz o ciele długości od 8,12 mm do 9,01 mm i szerokości od 5,24 mm do 5,38 mm, ubarwiony żółtawobrązowo z brązowymi znakami na przedpleczu i pokrywach oraz przyciemnionymi żuwaczkami. Zewnętrzna krawędź żuwaczek z klinowatym rozszerzeniem. Przedplecze z szerokim i głębokim wgłębieniem u nasady. Podłużno-owalne pokrywy mają dobrze odgraniczony wzór pozbawiony metalicznego połysku. Na każdej pokrywie po 15 rzędów.
Gatunek afrotropikalny, znany z Angoli, Republiki Środkowoafrykańskiej, Demokratycznej Republiki Konga, Gabonu, Kamerunu, Mali, Nigerii i Senegalu.